# Dichagyris alcarriensis
Dichagyris alcarriensis är en fjärilsart som beskrevs av Calle och Ramon Agenjo Cecilia 1981. Dichagyris alcarriensis ingår i släktet Dichagyris och familjen nattflyn. Inga underarter finns listade i Catalogue of Life.